# 浜田勇
浜田 勇（はまだ いさむ、1884年12月20日 - 1945年1月12日）は、日本の陸軍軍人。最終階級は陸軍少将。

## 履歴
1884年（明治17年）12月、高知県安芸郡羽根村（現在の室戸市）に浜田勇次郎の子として生まれた。海南中学を経て、1907年（明治40年）5月、陸軍士官学校（19期）を卒業。同年12月、歩兵少尉任官。
1917年（大正6年）、歩兵大尉になり歩兵第44連隊中隊長に就任。1919年（大正8年）、シベリア出兵に従軍。1929年（昭和4年）、歩兵中佐に進級。1931年（昭和6年）、予備役に編入された。1937年（昭和12年）、日中戦争（日華事変）で召集。1943年（昭和18年）、陸軍大佐に進んだ。1945年（昭和20年）1月、シンガポールに向かう途中、敵機の攻撃に遭い戦死。死後、陸軍少将に特進した。